# Kirkland (Washington)
Kirkland az Amerikai Egyesült Államok északnyugati részén, Washington állam King megyéjében elhelyezkedő város. A 2010. évi népszámlálási adatok alapján 48 787 lakosa van.

## Története
A McGregor és Popham családok az 1860-as évek végén telepedtek le a mai Houghton városrész területén. A Curtis család az 1870-es években érkezett a Juanita-öbölbe, ahol az őslakosok által kedvelt vadburgonya termett. Az 1880-as évek végére a térségben fakitermeléssel, gazdálkodással és hajóépítéssel is foglalkoztak.
1886-ban Peter Kirk brit acélipari vállalkozó vasérc után kutatva érkezett a térségbe. Kirk acélgyárat szeretett volna nyitni, azonban állampolgárság hiányában nem vásárolhatott földet. A szükséges területet Leigh S. J. Hunt, a Seattle Post-Intelligencer újság tulajdonosa vásárolta meg. A két férfi által alapított Kirkland Land and Development Company 1888 júliusában megkezdte a Moss Bay Iron and Steel Company of America üzemének felépítését. Kirk a „nyugat Pittsburgh-jét” kívánta felépíteni.
A Seattle, Lake Shore and Eastern Railway kihátrált a Kirklandbe vezető vasútvonal megépítése mögül, mivel az hátrányosan érintette volna a szomszédos Tacomát. Kirk befektetői elfogytak, Hunt pedig a földvásárlásokkal adósságot halmozott fel.
A nehézségek ellenére az acélgyár 1892 végén megnyílt, azonban az 1893-as válság során anélkül bezárt, hogy bármit is termelt volna. Kirkland 1905-ben kapott városi rangot. A James A. Moore tulajdonában lévő Northwestern Iron & Steel Company 1906-ban 6,1 négyzetkilométer területet vásárolt egy újabb gyár számára, azonban az soha nem épült fel.
1900-ban a Curtis család a Washington-tavon kompot indított. A Leschi nevű, fából készült jármű 1917. december 27-e és 1950 között napi 18 órán át közlekedett, azonban a függőhíd 1940-es megépültével a szolgáltatás veszteségessé vált.
Washington állam első gyapjúfeldolgozója 1892-ben nyílt meg Kirklandben. 1917-től az elsődleges iparág a hajóépítés lett; a helyi műhelyben a második világháború során legalább 25 csatahajó készült.

### Területnövelés
Kirkland területe várossá alakulása óta tizenkétszeresére nőtt.
Houghtont 1968. július 31-én, Totem Lake-et 1974-ben, South Juanitát, North Rose Hillt és South Rose Hillt pedig 1988-ban csatolták a településhez, melynek népessége így 74 százalékkal nőtt.
2009. november 3-án a megye által támasztott elvárások miatt Finn Hill, Juanita és Kingsgate lakói a Kirklandbe olvadásról voksoltak. A hatvan százalékos többséghez hét szavazat hiányzott; a magas arányra azért volt szükség, mert a települések magukra vállalnák Kirkland adósságának egy részét. Mivel az igenek aránya meghaladta az 50 százalékot, Kirkland városa a beolvasztás mellett döntött, melyre 2011. június 1-jén került sor.

## Éghajlat
A város éghajlata mediterrán (a Köppen-skála szerint Csb).
| Hónap                         | Jan. | Feb. | Már. | Ápr. | Máj. | Jún. | Júl. | Aug. | Szep. | Okt. | Nov. | Dec.  | Év    |
| ----------------------------- | ---- | ---- | ---- | ---- | ---- | ---- | ---- | ---- | ----- | ---- | ---- | ----- | ----- |
| Rekord max. hőmérséklet (°C)  | 17,8 | 18,9 | 25,6 | 27,8 | 32,2 | 33,9 | 40,6 | 35,0 | 33,9  | 30,6 | 24,4 | 17,8  | 40,6  |
| Átlagos max. hőmérséklet (°C) | 8,3  | 10,0 | 12,2 | 15,0 | 17,8 | 21,1 | 24,4 | 24,4 | 21,7  | 15,6 | 10,6 | 7,8   | 15,8  |
| Átlagos min. hőmérséklet (°C) | 2,8  | 2,8  | 3,9  | 6,1  | 8,9  | 11,1 | 13,3 | 3,9  | 11,7  | 8,3  | 5,0  | 2,2   | 6,7   |
| Rekord min. hőmérséklet (°C)  | −7,8 | −7,2 | −2,8 | −0,6 | 1,7  | 6,1  | 8,3  | 8,3  | 6,1   | −1,7 | −7,8 | −11,7 | −11,7 |
| Átl. csapadékmennyiség (mm)   | 122  | 87   | 89   | 70   | 55   | 41   | 20   | 25   | 39    | 87   | 148  | 138   | 921   |
| Forrás: The Weather Channel   |      |      |      |      |      |      |      |      |       |      |      |       |       |

## Népesség
A 2010-es népszámláláskor a városnak 48 787 lakója, 22 445 háztartása és 12 014 családja volt. A népsűrűség 1057,8 fő/km2. A lakóegységek száma 24 345, sűrűségük 527,9 db/km2. A lakosok 79,3%-a fehér, 1,8%-a afroamerikai, 0,4%-a indián, 11,3%-a ázsiai, 0,3%-a a Csendes-óceáni szigetekről származik, 2,5%-a egyéb, 4,5%-a pedig kettő vagy több etnikumú. A spanyol vagy latino származásúak aránya 6,3% (   )
A háztartások 24,6%-ában élt 18 évnél fiatalabb. 42,3% házas, 7,6% egyedülálló nő, 3,6% egyedülálló férfi, 46,5% pedig nem család. 36% egyedül élt; 8,4%-uk 65 éves vagy idősebb. Egy háztartásban átlagosan 2,15 személy élt; a családok átlagmérete 2,83 fő.
A medián életkor 37,5 év volt. A város lakóinak 18,8%-a 18 évesnél fiatalabb, 8,2% 18 és 24 év közötti, 35,1%-uk 25 és 44 év közötti, 27%-uk 45 és 64 év közötti, 10,9%-uk pedig 65 éves vagy idősebb. A lakosok 48,7%-a férfi, 51,3%-a pedig nő.

## Közigazgatás
A város hét képviselőjét négy évre választják. Az adminisztrációs feladatokért városmenedzser felel.

## Kultúra
A 2003 és 2011 között megrendezett Kirkland Concours d’Elegance keretében veterán járműveket állítottak ki.  Az esemény Tacomába költöztetését követően a Porsche Club of America tart évente autóbemutatót.
A Peter Kirk Parkban fekvő Teen Union Buildingben színpad, hangstúdió és sötétkamra is található.

## Oktatás
A város iskoláinak fenntartója a Lake Washington Tankerület, emellett magánintézmények (Eastside Preparatory School és Puget Sound Adventist Academy) is működnek.
Kirklandben van a Lake Washington Műszaki Intézet és az Északnyugati Egyetem székhelye.

## Egészségügy
A város 318 ágyas kórházát az 1972-ben alapított EvergreenHealth üzemelteti.

## Közlekedés
2006-ban a város elfogadott egy rendeletet, mely alapján az utak felújításakor a gyalogos, kerékpáros és lovas infrastruktúrát is figyelembe veszik.
A közösségi közlekedést a King County Metro és a Sound Transit biztosítja.

## Média
A város hivatalos közleményei a The Seattle Timesban jelennek meg. A helyi lakosok gondozásában megjelenő Kirkland Views a The Seattle Times partnere.
A The Kirkland Reporter (korábban Kirkland Courier) 1978-ban alapított hetilap. A The City Update Newsletter a város hírlevele, a Currently Kirkland pedig a K Life és K Gov tévécsatornákon látható hírösszefoglaló.

## Sport
A Kirkland Football Club a város amatőr labdarúgócsapata.
A Seattle Seahawks edzéseit egykor a Washington-tavi hajóműhely területén, később pedig az Északnyugati Egyetemen tartották.

## Nevezetes személyek
- Ally Maki, színész[39]
- Chris Bingham, autóversenyző[40]
- David DeCastro, amerikaifutball-játékos[41]
- Deb Caletti, író[42]
- Dori Hillestad Butler, író[43]
- Dorothy Anstett, szépségkirálynő[44]
- Gail Brodsky, teniszező[45]
- Jennie Reed, kerékpárversenyző[46]
- Johnny Whitney, zenész[47]
- Ken Lehman, baseballjátékos[48]
- Lana Wilson, filmgyártó[49]
- Layne Staley, énekes[50]
- Marion Hutton, énekes és színész[51]
- Mark Arm, zenész[52]
- Mike O’Hearn, testépítő[53]
- Mitchie Brusco, gördeszkázó[54]
- Rick May, szinkronszínész[55]
- Robin Pecknold, énekes[56]
- Rosalynn Sumners, műkorcsolyázó[57]
- Ryan Hall, futó[58]
- Tom Evans, baseballjátékos[59]
- Travis Snider baseballjátékos[60]

## Testvérváros
- Emmerich am Rhein, Németország[61]

## Fordítás
- Ez a szócikk részben vagy egészben  a   Kirkland, Washington című angol Wikipédia-szócikk ezen változatának fordításán alapul.  Az eredeti cikk szerkesztőit annak laptörténete sorolja fel. Ez a jelzés csupán a megfogalmazás eredetét és a szerzői jogokat jelzi, nem szolgál a cikkben szereplő információk forrásmegjelöléseként.